# Manota unifurcata
Manota unifurcata är en tvåvingeart som beskrevs av Lundstrom 1913. Manota unifurcata ingår i släktet Manota och familjen svampmyggor. Enligt den finländska rödlistan är arten sårbar i Finland. Arten är reproducerande i Sverige. Artens livsmiljö är naturlundskogar. Inga underarter finns listade i Catalogue of Life.